# Hockey Europe
Hockey Europe – założone w październiku 2008 roku, stowarzyszenie siedmiu najsilniejszych zawodowych lig hokeja na lodzie środkowej i północnej Europy.

## Historia i charakterystyka
Celem stowarzyszenia jest prowadzenie przyjaznych stosunków w obrębie rozgrywek oraz wspierania promocji sprzedaży zawodowego hokeja w Europie. W szczególności stowarzyszenie ma reprezentować interesy wobec północnoamerykańskich rozgrywek National Hockey League (NHL) oraz rosyjskich Kontinientalnaja Chokkiejnaja Liga (KHL). 
Przed sezonem 2008/09 doszło do konfliktów pomiędzy KHL, NHL oraz przedstawicielami rozgrywek zrzeszonych Hockey Europe. Jako że wówczas nie istniała umowa dotycząca transferów zawarta pomiędzy ligami, wielu graczy pomimo ważnych kontraktów odeszło do nowo utworzonej ligi KHL oraz NHL. Dodatkowo KHL i NHL planują ekspansję skierowaną na Europę Środkową.
Hockey Europe na formę prawną Europejskiego zgrupowania interesów gospodarczych i działa jako grupa interesu wobec Unii Europejskiej. Siedzibą stowarzyszenia jest Kolonia. Pierwszym prezydentem i prezesem jest Fin Jukka-Pekka Vuorinen, który jednocześnie jest prezesem najwyższej klasy rozgrywkowej w Finlandii.

## Ligi przynależące[1]
- Swedish Hockey League (SHL)
- SM-liiga
- Deutsche Eishockey Liga (DEL)
- National League A
- Ekstraliga czeska
- Ekstraliga słowacka
- Erste Bank Eishockey-Liga (EBEL) (od 2010)[2]